# Glaphyrus opulentus
Glaphyrus opulentus är en skalbaggsart som beskrevs av Ernest Marie Louis Bedel 1885. Glaphyrus opulentus ingår i släktet Glaphyrus och familjen Glaphyridae. Utöver nominatformen finns också underarten G. o. mediatlantis.